# Yspertal
Yspertal – gmina targowa w Austrii, w kraju związkowym Dolna Austria, w powiecie Melk. Liczy 1 824 mieszkańców (1 stycznia 2014).